# Giant's Grave

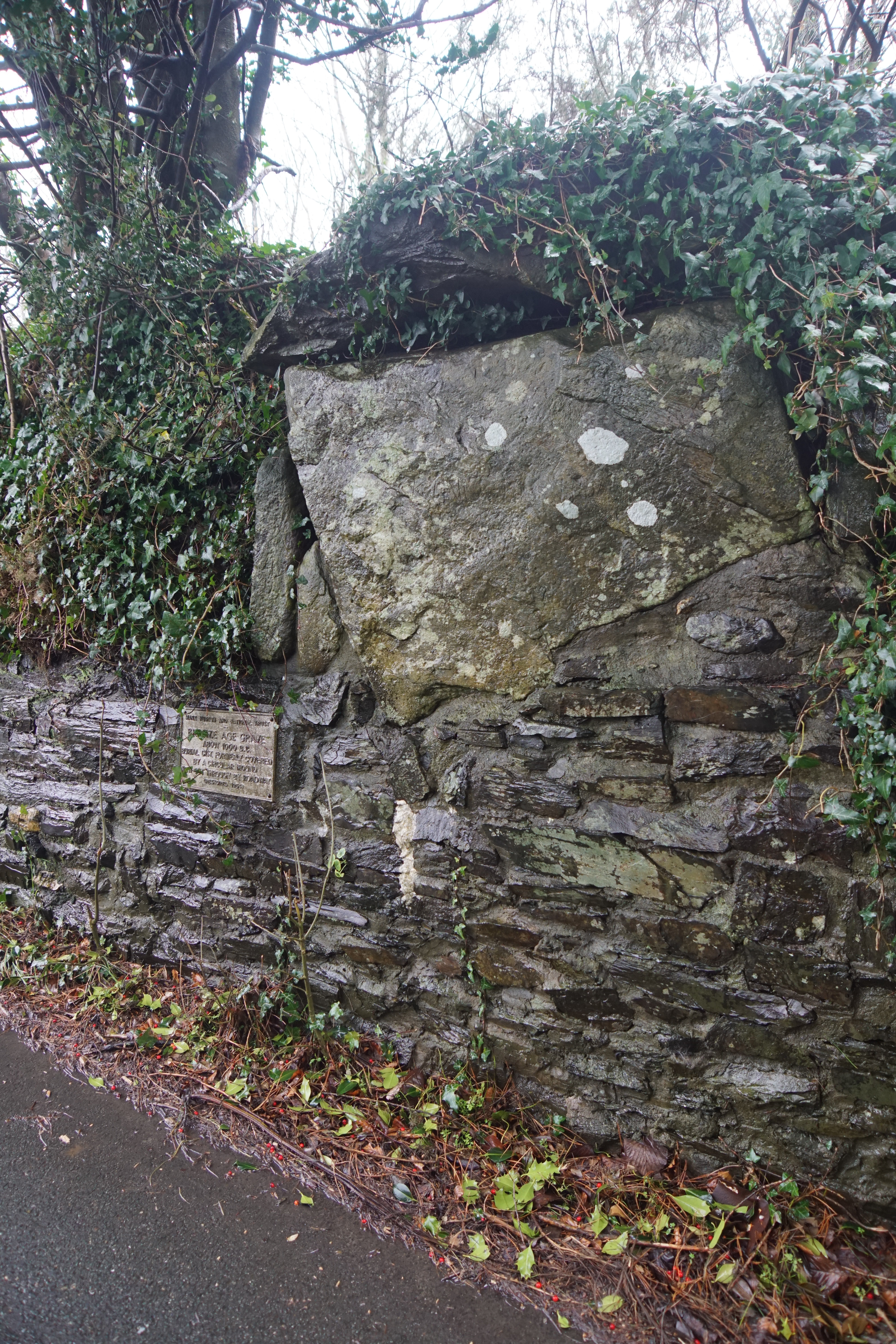
Alleen de stenen kist van het graf is overgebleven.

Het Giant's Grave (het reuzengraf), ook King Orry's Grave (graf van koning Orry), is een graf uit de bronstijd gelegen  in St John's in de parish German op het eiland Man. 

## Geschiedenis
Het Giant's Grave is een graf uit de bronstijd.
Het graf werd ontdekt in 1848 toen de Glen Mooar Road werd verbreed.

## Beschrijving
Het Giant's Grave ligt zo'n 46 meter ten noorden van Tynwald Hill in St John's. De resten zijn ingebouwd in de westelijke zijde van Glen Mooar Road naar Tynwalld Mills. Het zijn de resten van een stenen grafkist bestaande uit grote platte stenen. De kist is 1,3 bij 0,8 meter groot en 0,9 meter diep, waarbij de deksteen maximaal 2,1 bij 1,3 bij 0,3 meter groot is. In deze kist bevonden zich kwartskiezels,  resten van gecremeerde botten en resten van een vuurstenen werktuig. Oorspronkelijk lag er een grote ronde heuvel bestaande uit zand en kiezels over het graf. De heuvel was circa 18 meter in diameter en twee meter hoog voordat de weg verbreed werd. Bovenop deze heuvel lagen witte kwartskiezels waardoor het van verre gezien kon worden.

## Folkore
Het Giant's Grave zou het graf zijn van de legendarische koning van het eiland Man genaamd Godred Crovan, ook bekend onder de naam Orry.

## Beheer
Het Giant's Grave wordt beheerd door de parish German. Het is een beschermd monument.